# At-Tur

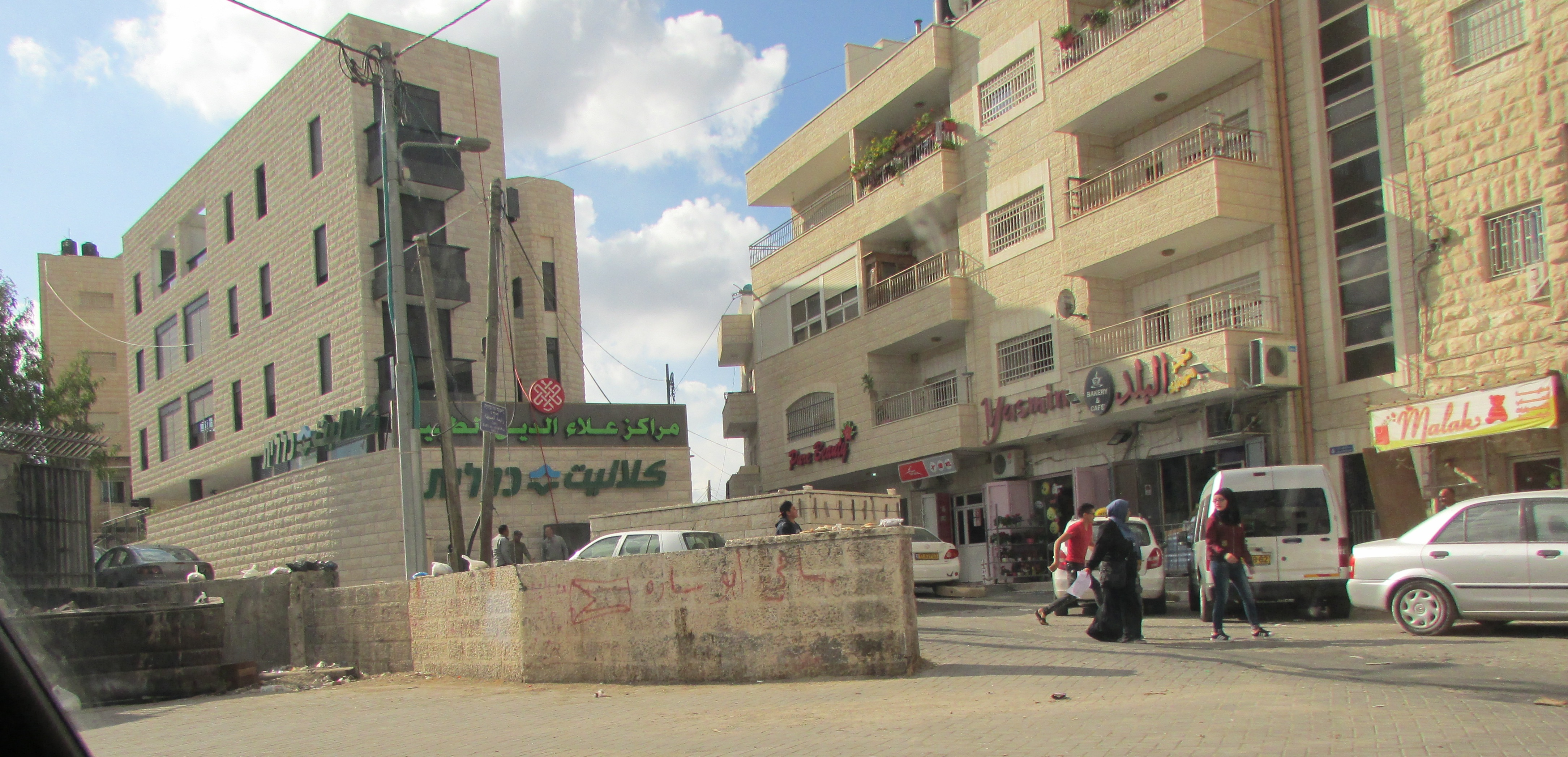
Calle de At-Tur (2017).

At-Tur (en árabe: الطور‎, literalmente "El Monte") es un barrio de población mayoritariamente palestina en el Monte de los Olivos, aproximadamente a 1 kilómetro al este de la Ciudad Vieja de Jerusalén. At-Tur tenía aproximadamente 23.570 habitantes a fecha de 2012 y es parte de Jerusalén Este, la capital declarada del Estado de Palestina, que se encuentra ocupada por Israel desde la Guerra de los Seis Días en 1967.
Al encontrarse en el Monte de los Olivos, en el barrio de at-Tur se hallan varias de las principales iglesias cristianas de Jerusalén, como la Basílica de Getsemaní, la Iglesia de Santa María Magdalena, la Iglesia del Dominus Flevit, el Sepulcro de María y la Iglesia del Pater Noster (donde, según la tradición, Jesucristo llevó a los apóstoles y les enseñó el padre nuestro, que ahora figura inscrito en 80 idiomas). La iglesia pertenece a la orden de las hermanas carmelitas. Entre los lugares más destacados de at-Tur también se encuentran las mezquitas de Khled Ibn Al-Walid y Salman Al-Farisi, dos de las más importantes de Jerusalén, así como el Hospital Augusta Victoria y el Hospital Islámico Al-Makassed.

## Historia
La Capilla de la Ascensión está en at-Tur y forma parte de un complejo que consistía originalmente en una iglesia y un monasterio cristianos, y posteriormente en una mezquita musulmana. Esta capilla se encuentra en el lugar donde la tradición cristiana afirma que Jesús ascendió a los cielos cuarenta días después de su resurrección.

### Periodo otomano

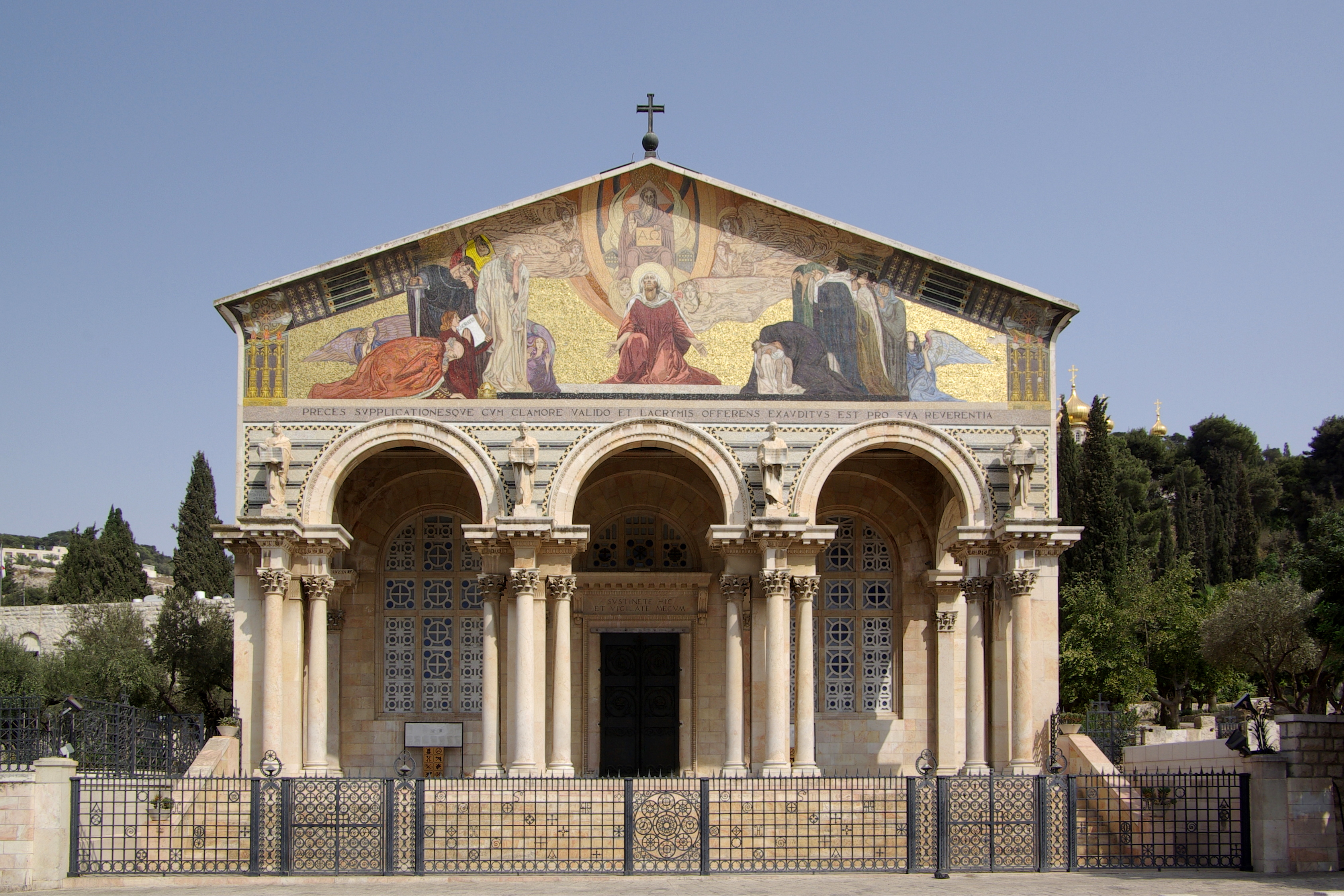
Basílica de Getsemaní, en at-Tur.

En 1596, la aldea aparecía reflejada como Tur Zayta en los registros de impuestos otomanos, encuadrada en la nahiya de Quds, parte del liwa de Quds. Tenía una población de 48 hogares y 8 solteros, todos ellos musulmanes, y pagaba impuestos por el trigo, la cebada, las parras o árboles de fruta, y las cabras o las colmenas, lo que suponía un total de 3.200 akçes.
En 1838,  at-Tur aparece en Investigaciones Bíblicas en Palestina, de Edward Robinson, y en esta obra se apunta que se tratra de un poblado musulmán localizado en el "distrito de al-Wadiyeh', al este de Jerusalén".
Alrededor de 1870, un listado de pueblos otomano contabilizó 38 hogares y una población de 127 habitantes, aunque al tratarse de un censo militar solo registraba a los hombres. Aparecía descrito como un pueblo en el Monte de los Olivos.
En 1873 comenzó la construcción de la iglesia rusa ortodoxa Tur Malka, cercana a la Iglesia de la Ascensión. Su campana fue importada directamente de Rusia a través del puerto de Jaffa, desde donde tardó 3 semanas en llegar entre procesiones, canciones y bailes.
En 1883, el Estudio de Palestina Occidental del Fondo para la Exploración de Palestina  describió at-Tur como "un pequeño pueblo extraviado en la cima de Olivet. Las casas están hechas de piedra, pero son bajas y de poca calidad. La iglesia de la Ascensión, ahora una mezquita, se ubica hacia el oeste, en la cima de la colina." Cuatro años después, una nueva edición de este informe comentaba que desde la torre de la iglesia de Tur Malka "es posible ver tanto el Mar Muerto como el Mediterráneo".
En 1896, la población de et-Tur era aproximadamente de 474 personas.

### Mandato británico de Palestina

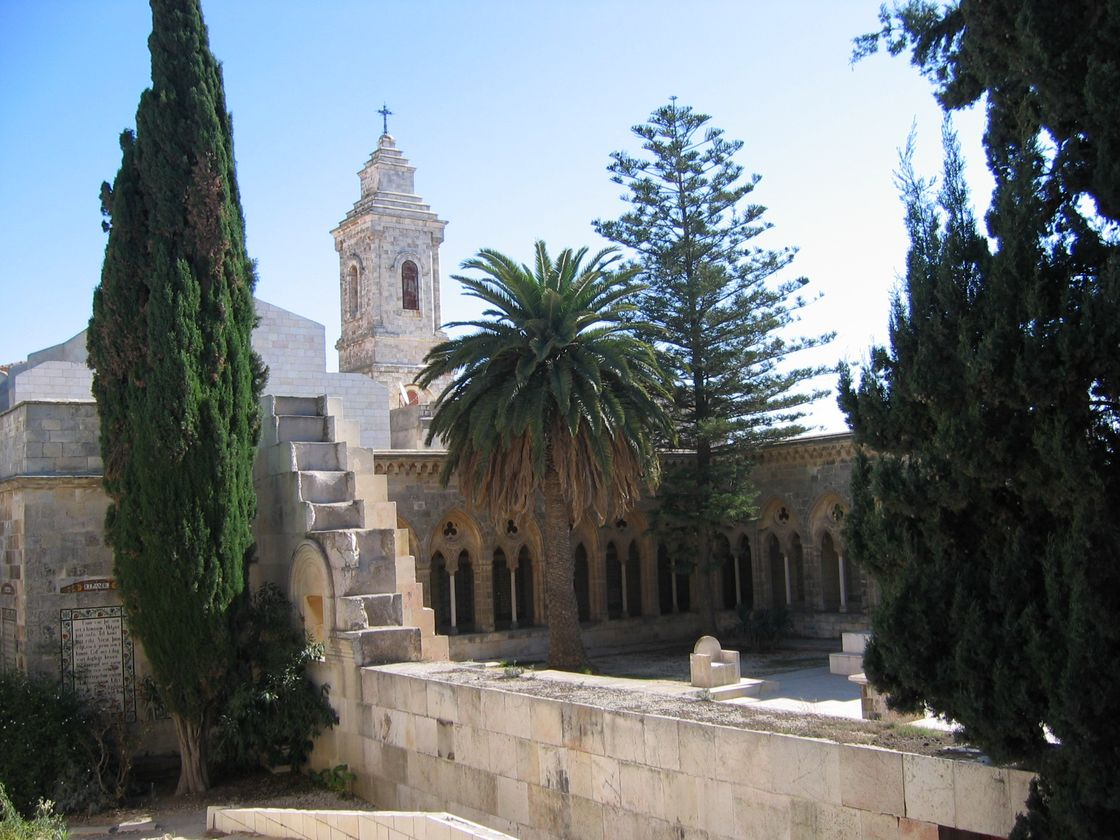
Iglesia del Pater Noster en at-Tur

En el censo de Palestina de 1922, llevado a cabo por las autoridades del Mandato británico de Palestina, at-Tur tenía una población 1.037 habitantes. De ellos,  806 eran musulmanes y 231 cristianos. Esta cifra se dobló  en el censo de 1931, alcanzando los 2.090 habitantes, entre los que se contabilizaron 1.825   musulmanes, 253 cristianos y 12 judíos en 400 hogares.
En  las estadísticas municipales de 1945, la población de at-Tur la conformaban 2.770 personas: 2.380 musulmanes y 390 cristianos, que poseían 8.808  dunams (8,8 kilómetros cuadrados). De estos, 228 dunams eran plantaciones y regadíos, 2.838 se usaban para el cultivo de cereales, y 86 dunams tenían consideración de zona urbanizada.

### Ocupación jordana
Aunque la resolución 181 II de la Asamblea General de las Naciones Unidas estableció la creación de un estado árabe y otro judío en los territorios del antiguo Mandato británico de Palestina, la guerra árabe-israelí de 1948 supuso la ocupación del territorio destinado al estado árabe por parte de Israel, Jordania y Egipto. At-Tur, junto al resto de Cisjordania y Jerusalén Este, quedó pues bajo ocupación jordana.

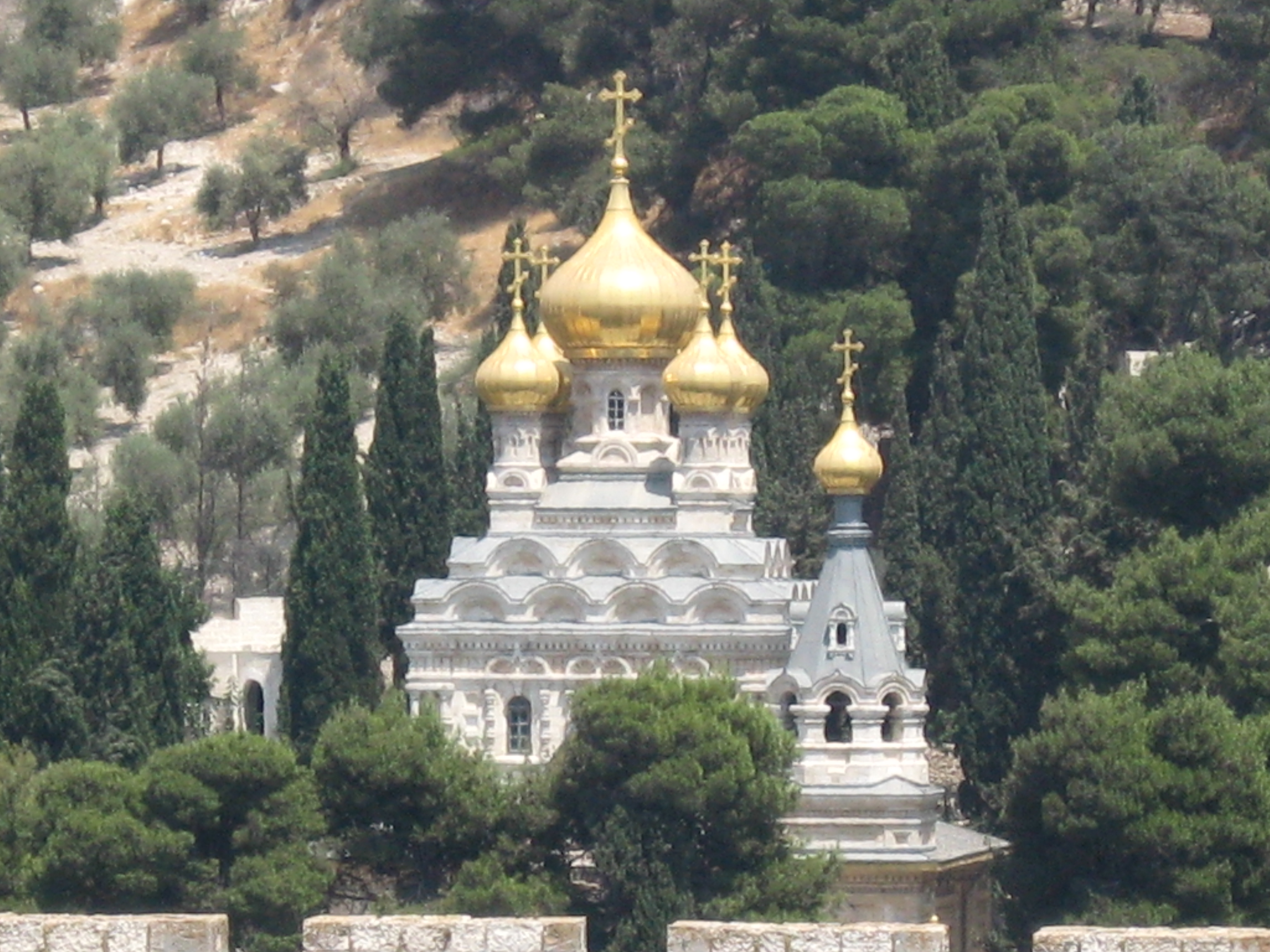
Iglesia de Santa María Magdalena (at-Tur).

En 1953, las autoridades jordanas incorporaron at-Tur al municipio de Jerusalén. El censo jordano de 1961 contabilizó 4.289 habitantes en at-Tur, de los que 686 eran cristianos.

### Ocupación israelí
La victoria israelí en la Guerra de los Seis Días de 1967 trajo consigo la ocupación militar de Cisjordania, la Franja de Gaza, Jerusalén Este (incluido at-Tur), los Altos del Golán y la Península del Sinaí. Salvo en el caso de esta última, que fue devuelta a Egipto tras los acuerdos de paz de Camp David en 1978, el resto permanecen a día de hoy bajo ocupación militar israelí.
Los judíos israelíes han ido adquiriendo propiedades en el barrio a lo largo de los años y con una frecuencia creciente. La mayoría de la población es de origen palestino y se identifica con las facciones más moderadas e izquierdistas de la OLP y Fatah.
El 24 de abril de 2015, un adolescente de 16 años de at-Tur murió por disparos de soldados israelíes en el puesto de control militar de Az-Zaim. La policía declaró que había intentado apuñalarles con un cuchillo, algo que su familia negó.